# Drăgușeni (Botoșani)
Drăgușeni is een Roemeense gemeente in het district Botoșani.
Drăgușeni telt 2769 inwoners.